# Liste der denkmalgeschützten Objekte in Oberhofen am Irrsee
Die Liste der denkmalgeschützten Objekte in Oberhofen am Irrsee enthält die 7 denkmalgeschützten, unbeweglichen Objekte der oberösterreichischen Gemeinde Oberhofen am Irrsee.

## Denkmäler
| Foto |                 | Denkmal                                                                                                | Standort                                          | Beschreibung | Metadaten |
| ---- | --------------- | --- | ------------------------------------------------- | --- | --- |
| ja   | Datei hochladen | Ehem. Meierhof, Wildeneggergut samt Stadel HERIS-ID: 46518 Objekt-ID: 48606                            | Fischhof 10 Standort KG: Rabenschwand             | Ursprünglich gehörte der Gutshof aus dem 17. Jahrhundert zur Herrschaft Wildeneck. Die Stuckfassade stammt um 1815. Bemerkenswert ist auch ein danebenstehender Stadl in Holzbauweise mit bemalten Torflügeln aus der Mitte des 19. Jahrhunderts. Die Bemalung – napoleonische Reiter – ist teilweise noch erhalten.        | BDA-Hist.: Q38022150 Status: Bescheid Stand der BDA-Liste: 2025-06-30 Name: Ehem. Meierhof, Wildeneggergut samt Stadel GstNr.: .130/1, .130/3                                             |
| ja   | Datei hochladen | Ringwallanlage „Burg“ HERIS-ID: 41658 Objekt-ID: 42206                                                 | bei Gegend 17 Standort KG: Rabenschwand           | Bei der sogenannten Burg am Riedelbach, oder auch nur die Burg, dürfte es sich um eine ur- oder frühgeschichtliche Wehranlage handeln. Es gibt keine Beurkundungen. Der geschlossene Ringwall ohne erkennbare Tore befindet sich auf einem flachen Moränenrücken im noch teilweise sumpfigen Verlandungsgebiet des Irrsees. | BDA-Hist.: Q38002068 Status: Bescheid Stand der BDA-Liste: 2025-06-30 Name: Ringwallanlage „Burg“ GstNr.: 1785                                                                            |
| ja   | Datei hochladen | Grabhügel südlich von Speck HERIS-ID: 38392 Objekt-ID: 37945                                           | südlich Gegend 30 Standort KG: Rabenschwand       | Dieser mystische Grabhügel wird laut alter Überlieferung als Grabstätte eines keltischen Fürsten gedeutet. Die Aufschüttungsmasse beträgt mehr als 3000 m³. Im Zentrum wird in 6 Meter Tiefe eine Grabkammer vermutet. | BDA-Hist.: Q37980830 Status: Bescheid Stand der BDA-Liste: 2025-06-30 Name: Grabhügel südlich von Speck GstNr.: 2362/1                                                                    |
| ja   | Datei hochladen | Kath. Pfarrkirche hl. Blasius, 14 Nothelfer und ehem. Friedhofsfläche HERIS-ID: 52442 Objekt-ID: 59242 | neben Oberhofen 9 Standort KG: Rabenschwand       | Spätgotische, einschiffige Kirche mit barocker Innenausstattung von Meinrad Guggenbichler. Der Westturm wurde im 19. Jahrhundert erneuert. | BDA-Hist.: Q26253816 Status: § 2a Stand der BDA-Liste: 2025-06-30 Name: Kath. Pfarrkirche hl. Blasius, 14 Nothelfer und ehem. Friedhofsfläche GstNr.: .40 Pfarrkirche Oberhofen am Irrsee |
| ja   | Datei hochladen | Friedhof mit 3 Nischenkapellen und Kreuz HERIS-ID: 95295 Objekt-ID: 110609                             | bei Oberhofen 1 Standort KG: Rabenschwand         | | BDA-Hist.: Q37765997 Status: § 2a Stand der BDA-Liste: 2025-06-30 Name: Friedhof mit 3 Nischenkapellen und Kreuz GstNr.: 1161                                                             |
| ja   | Datei hochladen | Wehranlage Mühlbachgraben HERIS-ID: 43658 Objekt-ID: 44313                                             | Flur Mühlbachgrabenwand Standort KG: Rabenschwand | Anmerkung: Großflächiges Wald- und Wiesengrundstück; Standort näherungsweise angegeben | BDA-Hist.: Q38004600 Status: Bescheid Stand der BDA-Liste: 2025-06-30 Name: Wehranlage Mühlbachgraben GstNr.: 1670, 1680 Wehranlage Mühlbachgraben                                        |
| ja   | Datei hochladen | Burgruine Wildenegg (Wildeneck) HERIS-ID: 107683 Objekt-ID: 125037                                     | Standort KG: Rabenschwand                         | Von der einstigen Burg existieren nur mehr spärliche Reste. | BDA-Hist.: Q1015585 Status: § 2a Stand der BDA-Liste: 2025-06-30 Name: Burgruine Wildenegg (Wildeneck) GstNr.: 1986/1 Burgruine Wildeneck                                                 |